# ワイアット・マシュー・ハリウェル
ワイアット・マシュー・ハリウェル（Wyatt Matthew Halliwell）はThe WB他で2006年まで放送されていた『チャームド〜魔女3姉妹〜』に登場する架空の人物である。パイパー・ハリウェルとレオ・ワイアットの間に儲けた第一子の男であり、クリス・ペリー・ハリウェルの兄である。
演じるのは、幼少時を交代制で双子のジェイソン＆クリストファー・シモンズ。成人時はウェス・ラムジー。

## 人物、来歴
幼少時の頃のお気に入りはクマのぬいぐるみ。

### シーズン6
ワイアットはアーサー王の生まれ変わりであり、生前アーサー王が使用していた意思を持つ伝説の剣エクスカリバーの後継者。赤子ながら魔法でエクスカリバーを操りモードーントの腹部を一突きにして葬り去る。ワイアットの剣だと知ったパイパーは普通の玩具で遊んで出来るだけ普通の子と同じ思い出をあげたいという意向から剣は18歳になるまでは屋根裏で保管される模様。魔力は、フォース・フィールド。この力を使い、危険から、自分の身を守るなどしていた。また、ドラゴンを実体化させたり勝手に光移動で行方をくらます。パイパーがデートの約束をしていてもレオ以外の人と引き合わせたくないためか目から青い光を発光、デート相手に発光した目を見せつけ次々追い払ってしまうなどの予測不可能な行動に家族は頭を悩ませている。将来サンフランシスコ全域を崩壊に追い込み、人々を殺す冷酷な大人へと成長するが、弟のクリスとその婚約者ビアンカがワイアットを善人に変えようと連携。時の窓を開き過去へタイムスリップ、現在の3姉妹の元へクリスがやってくる。だが一部の長老達はワイアットの存在自体を脅威と見なし懸念する声を上げはじめ、その中の1人ギデオンが平和な未来を守るためにいち早くワイアット抹殺に動きだそうとするのだが、父親のレオに殺されてしまう。

### 使命
ワイアットは複数の使命を果たすために生まれた。その全容は明らかにされていないが、善なる者の場合エクスカリバーと共に国を創造する事が使命とされており、魔女3姉妹よりスケールの大きい使命が彼を待っている。だがギデオンの暗殺計画により悪の道へと進めば、その目的は果たせなくなる。

### 名前の由来
最初はハリウェル家の伝統「P」からはじまる名前を付けなければならず、プルーデンスメリンダやピーターやポッターなどが候補にあがったがパイパーは伝統を破り、レオから「ワイアット」を悪魔からワイアットを遠ざけようと敵のアジトへ1人で乗込んでいった甥思いのペイジから「マシュー」をそれぞれ貰いワイアット・マシュー・ハリウェルと名付けられた。